# Zygmunt Kukla
Zygmunt Kukla (21. ledna 1948, Mielec — 18. května 2016, Mielec) byl polský fotbalový brankář. Zemřel 18. května 2016 ve věku 68 let na rakovinu.

## Fotbalová kariéra
Hrál v polské nejvyšší soutěži za Stal Mielec a v řecké lize za Apollon Smyrni FC. Se Stalem Mielec získal v letech 1973 a 1976 polský titul. V Poháru mistrů evropských zemí nastoupil ve 4 utkáních a v Poháru UEFA nastoupil v 10 utkáních. Za polskou reprezentaci nastoupil v letech 1976-1979 ve 20 utkáních. Na Mistrovství světa ve fotbale 1978 nastoupil ve 2 utkáních.

## Ligová bilance
| Ročník                  | Zápasy | Góly | Klub              |
| ----------------------- | ------ | ---- | ----------------- |
| Ekstraklasa 1970/71     | 12     | 0    | Stal Mielec       |
| Ekstraklasa 1971/72     | 15     | 0    | Stal Mielec       |
| Ekstraklasa 1972/73     | 26     | 0    | Stal Mielec       |
| Ekstraklasa 1973/74     | 24     | 0    | Stal Mielec       |
| Ekstraklasa 1974/75     | 28     | 0    | Stal Mielec       |
| Ekstraklasa 1975/76     | 30     | 0    | Stal Mielec       |
| Ekstraklasa 1976/77     | 18     | 0    | Stal Mielec       |
| Ekstraklasa 1977/78     | -      | -    | Stal Mielec       |
| Ekstraklasa 1978/79     | -      | -    | Stal Mielec       |
| Ekstraklasa 1979/80     | -      | -    | Stal Mielec       |
| Ekstraklasa 1980/81     | 6      | 0    | Stal Mielec       |
| Řecká Superliga 1981/82 | 31     | 0    | Apollon Smyrni FC |
| Řecká Superliga 1982/83 | 34     | 0    | Apollon Smyrni FC |
| CELKEM Ekstraklasa      | -      | 0    |                   |
| CELKEM Řecká Superliga  | 65     | 0    |                   |